# Pla de Llobera
|  | Per a altres significats, vegeu «Llobera (desambiguació)». |

El Pla de Llobera és un pla ocupat per camps de cultiu de la comarca del Solsonès que es troba entre el poble d'Ardèvol (municipi de Pinós) i el de Su (municipi de Riner).
Està situat a l'oest del nucli de Su i al nord de la masia de Piulats a uns 750 m d'altitud.